# Irosin
Irosin è una municipalità di terza classe delle Filippine, situata nella Provincia di Sorsogon, nella regione di Bicol.
Irosin è formata da 28 baranggay:
- Bagsangan
- Bacolod (Pob.)
- Batang
- Bolos
- Buenavista
- Bulawan
- Carriedo
- Casini
- Cawayan
- Cogon
- Gabao
- Gulang-Gulang
- Gumapia
- Liang

- Macawayan
- Mapaso
- Monbon
- Patag
- Salvacion
- San Agustin (Pob.)
- San Isidro
- San Juan (Pob.)
- San Julian (Pob.)
- San Pedro
- Santo Domingo (Lamboon)
- Tabon-Tabon
- Tinampo
- Tongdol